# Monestir de Santa Maria de Penamaior
El monestir de Santa Maria de Penamaior (en gallec Mosteiro de Santa María de Penamaior) és una antiga abadia benedictina situada a la parròquia que porta el mateix nom, dins del terme municipal de Becerreá, Galícia.

## Història
La referència més antiga d'aquest monestir és de l'any 922, quan Ordoni I de Galícia va encarregar a l'abad Virila la restauració del monestir de Samos, en aquell moment en clara decadència. Virila va enviar 16 dels seus monjos fins a Samos a fer aquesta feina. Hem d'entendre, doncs, que Penamaior es va fundar en una data anterior al 922. Tanmateix sembla que l'edifici actual va ser construït en una data força posterior, ja que al timpà de l'entrada hi ha gravat l'any 1177.
El 1188 depenia com a priorat del monestir de Carracedo i és el 1203 quan Carracedo s'afilia a l'abadia de Citeaux amb els deu monestirs que controlava, entre els quals el de Penamaior. El 1225 el monestir de Penamaior apareix amb el títol d'abadia que depèn de Citeaux.
L'any 1505 el monestir es va afiliar a la Congregació de Castella, quedant unida a San Salvador de Salamanca i perdent definitivament la dignitat abacial. Penamaior era un dels monesters cistercencs més petits de Galícia, amb una comunitat que comptava amb tres membres, el 1584 o set, el 1803.

## L'edifici
El temple és d'estil romànic. Es va fer servir roca de pissarra per a la seva construcció i posteriorment es van encofrar de blanc els murs.

### Església
L'església té planta basilical amb tres naus de coberta única i sense transsepte. Les naus estan dividides per arcs apuntats i en quatre compartiments per agulles (pilars adossats) cilíndriques, més una de prismàtica. Els capìtells són majoritàriament de motius vegetals i s'hi aprecien diferents execucions, cronologies i qualitats, essent els de major qualitat els que hi ha a la capçalera. Els arcs d'entrada a les capelles dels absis són de mig punt, començant amb semicolumnes tallades amb capitells de traç compostel·là. Té tres absis: els laterals són semicirculars i el central és poligonal, tot i que la seva aparença interior sigui semicircular.

### Exterior
A l'exterior hi destaquen les finestres amb arcs de mig punt sobre columnes amb capitells decorats amb motius variats. La façana va ser reformada el segle xvii, tot i que conserva la portalada amb arquivoltes semicirculars que parteixen de columnes sostingudes amb brancals i un timpà amb creu central i escenes figuratives; Al centre hi ha una gran creu inscrita en un cercle flanquejada per un lleó i un arbre, les branques del qual sembla que dibuixen la forma d'aus. Al racó inferior esquerre hi apareix un cavaller amb una llança i escut i al darrer un cavall sense jenet. Més important és la inscripció confusa que hi ha al racó inferior dret d'aquest timpà, on hi apareix un text amb el nom DIDACUS o DIDACISP, que podria ser el nom del mestre del taller (Dídac) i una datació del tipus "ERA: MCC: IV: L, la interpretació de la qual ha estat diversa i sense conclusions clares. Al centre de la creu hi ha una data amb caràctern moderns que diu 1177.
Al costat septentrional de l'edifici hi ha un curiós rosetó protogòtic amb arcs i representacions de caps humans. Una espadanya fa de campanar.

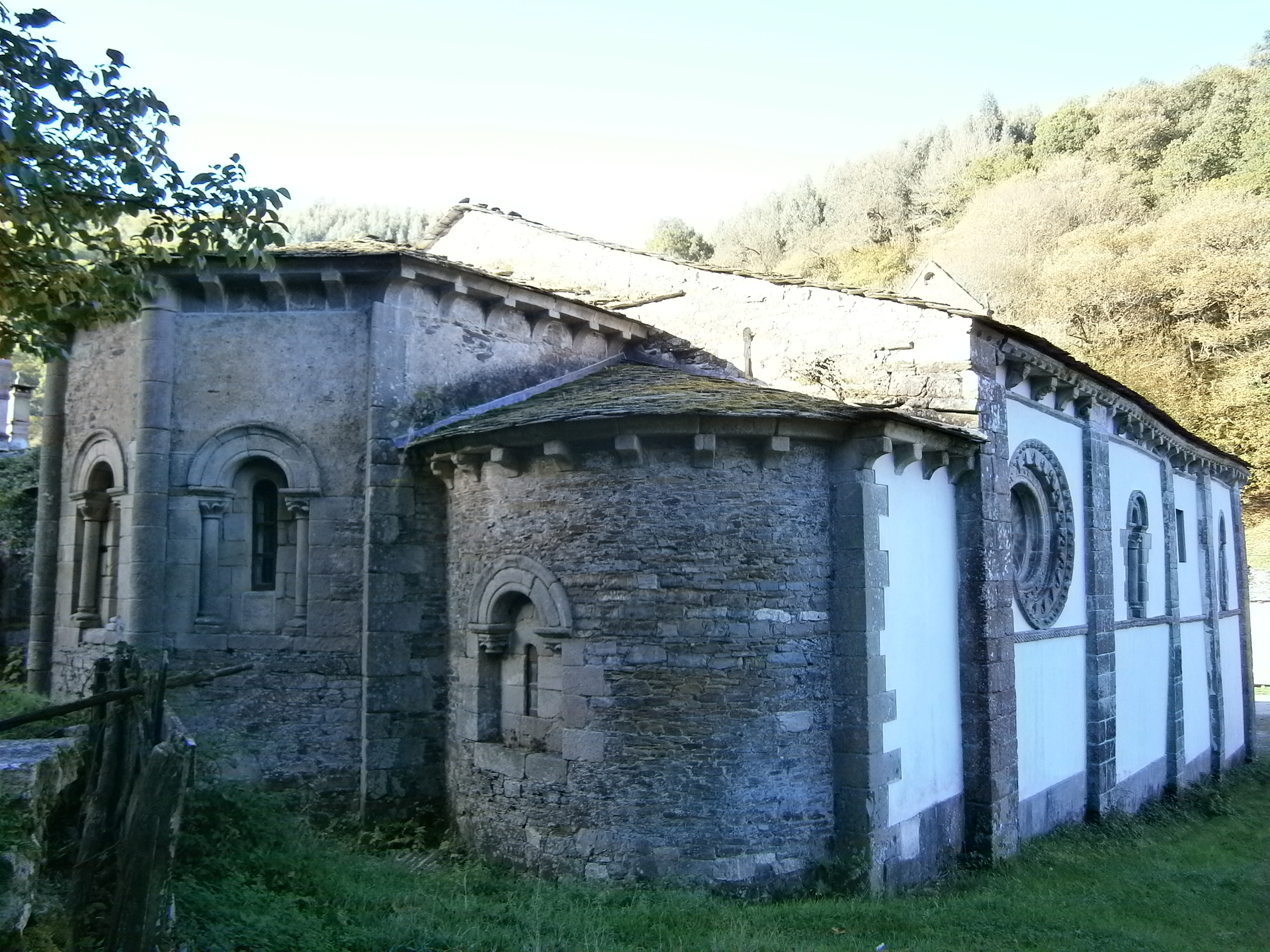
Absis de Penamaior

### Dependències
Les dependències monacals han gairebé desaparegut. Es conserva tan sols una petita part del claustre que avui s'utilitza com a hort.